# Lista muzeelor din București

## Lista
| Nume                                                       | Imagine | Adresa                                             | Tip                                                | Descriere |
| ---------------------------------------------------------- | ------- | -------------------------------------------------- | -------------------------------------------------- | --- |
| Art Safari                                                 |         | Palatul Dacia-România (Strada Lipscani 18-20)      | Muzeu temporar                                     | Cel mai important eveniment dedicat artei din România. Realizează, în parteneriat cu muzeele de artă din România și cu colecționari privați, ample expoziții retrospective care își propun recuperarea valorilor de patrimoniu. Având o puternică latură educațională, misiunea sa este de a apropia arta de public și de a educa noile generații prin organizarea de ateliere de artă pentru copii, tururi ghidate și expoziții de artă contemporană în spații neconvenționale, cum ar fi Aeroportul Henri Coandă sau metroul bucureștean.                                                                                   |
| Casa Memorială „George și Aghata Bacovia”                  | N/A     | Strada George Bacovia 63                           | Casă memorială                                     | Casa în care a locuit poetul George Bacovia (1881-1957), în perioada 1933-1957 |
| Casa Memorială „Tudor Arghezi”                             |         | Strada Mărțișor 26                                 | Casă memorială                                     | Casa în care s-a stabilit familia poetul Tudor Arghezi (1880-1967), începând cu 1930 |
| Ferestroika                                                | N/A     | Strada Ion Manolescu                               | Antropologic                                       | Un apartament mobilat și decorat exact ca unul din perioada ceaușistă, propundu-și să te teleporteze înapoi în anii' 80 |
| Museum of Senses                                           |         | Bulevardul General Vasile Milea 4                  | Al simțurilor                                      | Muzeul are și o colecție 40 de exponate, bazate pe iluzii optice, inclusiv stereograme, un pat de cuie, o cameră cu susul în jos, un caleidoscop, o cameră a lui Ames, o cameră care pare infinită, și altele. Se află în interiorul mallul AFI Cotroceni, în zona în care e și un mic roller coaster |
| Muzeul Băncii Naționale a României                         |         | Strada Doamnei 8                                   | Numismatic                                         | E una dintre cele mai valoroase colecții numismatice din România acoperind o perioadă de peste două milenii și jumătate, fiind expuse printre altele și cea mai veche monedă bătută pe teritoriul României de astăzi, și cei mai mici bani din hârtie tipăriți în România |
| Muzeul Căilor Ferate Române                                |         | Calea Griviței 193B                                | Feroviar                                           | Printre exponate se află și garnitura reconstituită a trenului care a făcut prima cursă pe o cale ferată în România, în octombrie 1869 |
| Muzeul Colecțiilor de Artă                                 |         | Calea Victoriei 111                                | De artă                                            | Opere de artă românească modernă, artă românească populară, lucrări de pictură, grafică, sculptură și artă decorativă de proveniență occidentală sau orientală |
| Muzeul Curtea Veche                                        |         | Strada Franceză 25                                 | De istorie                                         | Vestigiile fostei Cetăți de Scaun a Bucureștiului, care au rezistat timpului, catastrofelor naturale și intemperiilor |
| Muzeul de Artă „Frederic Storck și Cecilia Cuțescu-Storck” |         | Strada Vasile Alecsandri 16                        | De artă și casă memorială                          | Casa familiei de sculptori și pictori Storck, care în acel an adăpostea atelierele de lucru ale soților Frederic Storck și Cecilia Cuțescu-Storck |
| Muzeul de Artă Populară „Prof. Dr. Nicolae Minovici”       |         | Strada Doctor Nicolae Minovici 1                   | De artă și casă memorială                          | În cadrul muzeului pot fi admirate mai multe tipuri piese de artă populară românească de pe întreg teritoriul României: icoane, ceramică, țesături, obiecte din lemn, instrumente muzicale tradiționale; și un fond documentar despre activitatea doctorului Minovici |
| Muzeul de Artă Recentă                                     |         | Bulevardul Primăverii 15                           | De artă                                            | O colecție permanentă cu cele mai reprezentative lucrări de artă românească realizate din anii 1960 și până astăzi |
| Muzeul de Artă „Vasile Grigore - pictor și colecționar”    | N/A     | Strada Maria Rosetti 29                            | De artă                                            | Are spații de expunere pe două nivele unde piesele sunt dispuse în cele cinci săli, reprezentând șapte secțiuni mari (pictură, grafică, sculptură, artă populară românească și artă decorativă europeană, orientală și extrem-orientală) |
| Muzeul de Artă Veche Apuseană „Ing. Dumitru Minovici”      |         | Strada Doctor Nicolae Minovici 3                   | De artă și casă memorială                          | În interior pot să fie admirate diverse obiecte de artă, cum ar fi: vitralii din secolele XVI - XVII, gravuri, picturi, cărți rare, tapiserii, covoare, și mobile |
| Muzeul Fotbalului                                          |         | Strada Gabroveni 24                                | De fotbal                                          | |
| Muzeul George Severeanu                                    |         | Strada Henri Coandă 26                             | De artă, arheologic, numismatic, și casă memorială | Muzeul e găzduit în casa care a aparținut medicului radiolog George Severeanu și a soției sale Maria. În muzeu e expusă colecția numismatică și de antichități a soților Severeanu, care cuprinde 11 antichității egiptene antice, vase grecești și etrusce, statuete de Tanagra, sticlărie și bijuterii romane, ceramică de İznik, documente medievale, multe monede (numismatică), și altele |
| Muzeul Gheorghe Tattarescu                                 |         | Strada Domnița Anastasia 7                         | De artă și casă memorială                          | E găzduit de casa în care a trăit și creat timp de 40 de ani cel care a fost, alături de Theodor Aman, întemeietorul Școlii de Arte Frumoase din București |
| Muzeul Ligia și Pompiliu Macovei                           |         | Strada 11 Iunie 36-38                              | De artă și casă memorială                          | Se află în reședința particulară a donatorilor, într-un imobil ridicat la începutul secolului XX, în stil eclectic francez, colecția fiind formată din opere de artă, reprezentată prin lucrări semnate de artiși ca Theodor Pallady, Lucian Grigorescu, sau Nicolae Tonitza |
| Muzeul Memorial „Dimitrie și Aurelia Ghiață”               | N/A     | Strada Dr. Clunet 14                               | De artă și memorial                                | Colecție memorială de pictură și desene, precum și documente aparținând pictorului Dimitrie Ghiață (1888 - 1972), alături de o amplă suită de lucrări de artă decorativă, textile și cartoane de tapiserie realizate de soția artistului |
| Muzeul Memorial „George Călinescu”                         |         | Strada George Călinescu 53                         | De artă și memorial                                | Colecție memorială de pictură și desene, precum și documente aparținând pictorului Dimitrie Ghiață (1888 - 1972), alături de o amplă suită de lucrări de artă decorativă, textile și cartoane de tapiserie realizate de soția artistului |
| Muzeul Micul Paris                                         |         | Strada Lipscani 41                                 | Antropolgic                                        | Muzeul constă în mai multe camere cu obiecte ca cele care erau în casele din București în perioada interbelică (când era numit Micul Paris), încercând să recreeze interioarele specifice perioadei |
| Muzeul Militar Național „Regele Ferdinand I”               |         | Strada Mircea Vulcănescu 125-127                   | Militar                                            | |
| Muzeul Municipiului București                              |         | Bulevardul Ion C. Brătianu 2                       | Antropologic                                       | Muzeul e găzduit în Palatul Șuțu. La parter sunt mai multe săli pentru expoziții temporare. Colecția include ceasuri, poze vechi, artă neolotică, hărți vechi ale Bucureștiului, mobilă, și altele |
| Muzeul Național al Aviației Române                         |         | Șoseaua Fabrica de Glucoză 2-4                     | Aeronautic                                         | Momente din istoria aviației romanești, realizările din domeniul aeronautic, contribuția majoră pe care au avut-o românii de-a lungul timpului la progresul aviației mondiale, documente, machete și fotografii referitoare la istoria aeronauticii române și mondiale |
| Muzeul Național al Hărților și Cărții Vechi                |         | Strada Londra 39                                   | De artă și istorie                                 | Din colecția muzeului fac parte peste 1000 de hărți, gravuri, desene, litografii, precum și o serie de obiecte specifice tematicii muzeului. Exponatele sunt dispuse într-o suită ce respectă latura științifică îmbinată în mod armonios cu cea artistică, căutând să pună în valoare evoluția istorică a realizărilor cartografice pe întregul mapamond și, mai ales, a celor care se referă la spațiul geografic al României. |
| Muzeul Național al Literaturii Române                      |         | Strada Nicolae Crețulescu 8                        | De literatură și memorial                          | Colecția muzeului constă în manuscrise și primele ediții ale unor cărți importante din literatura română, și obiecte care au aparținut marilor scriitori, inclusiv mobilă |
| Muzeul Național al Pompierilor                             |         | Bulevardul Ferdinand I 33                          | De istorie                                         | Deține o bogată colecție despre pompieri, accesorii și materiale specifice stingerii incendiilor în raport de progresul tehnico-economic, de-a lungul timpului. Aici se regăsesc informații despre faptele de curaj și eroism ale pompierilor militari și civili, despre existența lor cei care au salvat vieți omenești, bunuri materiale pe timpul inundațiilor, cutremurelor și alte situații de urgență. |
| Muzeul Național al Satului „Dimitrie Gusti”                |         | Șoseaua Pavel D. Kiseleff 28-30                    | Antropologic și arhitectural                       | Muzeul e compus dintr-o zonă în care sunt multe case țărănești și biserici din diverse zone ale României. La fel ca la Muzeul Național al Țăranului Român, cu ocazia unor sărbători ca Paștele, Crăciunul, și zilele unor sfinți, sunt organizate târguri în care diverși artizani vând la tarabe pe ulițele muzeului artă țărănească sau dulciuri home-made |
| Muzeul Național al Țăranului Român                         |         | Șoseaua Pavel D. Kiseleff 3                        | Antropologic                                       | Colecția cuprinde ceramică, haine popular, țesături pentru interior, mobilă, și altele. La fel ca la Muzeul Național al Satului „Dimitrie Gusti”, cu ocazia unor sărbători ca Paștele, Crăciunul, și zilele unor sfinți, sunt organizate târguri în care diverși artizani vând la tarabe pe ulițele muzeului artă țărănească sau dulciuri home-made |
| Muzeul Național Cotroceni                                  |         | Bulevardul Geniului 1                              | De istorie                                         | Din anul 1991, corpul istoric al palatului a fost deschis vizitatorilor, devenind Muzeul Cotroceni. In 2009, dupa ample lucrari de restaurare, biserica Cotroceni a fost de asemenea inclusa in traseul muzeal |
| Muzeul Național de Artă al României                        |         | Calea Victoriei 49-53                              | De artă                                            | Cuprinde una dintre cele mai mari colecții de picturi din România, și artă medievală (în principal românească) |
| Muzeul Național de Artă Contemporană                       |         | Strada Izvor 2-4 (parte din Palatul Parlamentului) | De artă                                            | Artă contemporană, fiind găzduit într-o aripă a Palatului Parlamentului |
| Muzeul Național de Geologie                                |         | Șoseaua Pavel D. Kiseleff 2                        | De geologie                                        | Expoziția permanentă e formată din 14 expoziții de bază și conține aproximativ 7.700 de exponate din totalul de 70.000 de mostre aflate în colecțiile științifice ale muzeului |
| Muzeul Național de Istorie a României                      |         | Calea Victoriei 12                                 | De istorie                                         | Cel mai important muzeu de istorie și arheologie din România, atât prin mărime (suprafață desfășurată) cât și prin patrimoniu |
| Muzeul Național de Istorie Naturală „Grigore Antipa”       |         | Șoseaua Pavel D. Kiseleff 1                        | De istorie naturală                                | Colecția muzeului e formată din peste 2 milioane de piese, grupate în diferite colecții zoologice, paleontologice, de minerale și roci și etnografice |
| Muzeul Național Filatelic                                  |         | Calea Victoriei 12                                 | Filatelic                                          | |
| Muzeul Național „George Enescu”                            |         | Calea Victoriei 141                                | Casă memorială                                     | Printre obiectele din muzeu ce au aparținut compozitorului George Enescu se numără prima sa vioară, pe care a primit-o cadou la vârsta de patru ani, precum și o parte dintre medaliile obținute de el ca urmare a contribuției sale la Primul Război Mondial |
| Muzeul Național Tehnic „Prof. ing. Dimitrie Leonida”       |         | Strada General Candiano Popescu 2                  | Tehnic                                             | A fost fondat în 1909 de Dimitrie Leonida, inspirat de Muzeul Tehnic din München |
| Muzeul Operei Naționale București                          |         | Bulveardul Mihail Kogălniceanu 70 - 72             | De operă                                           | |
| Muzeul Sportului din România                               |         | Bulevardul Mărăști 20A                             | De sport                                           | |
| Muzeul Teatrului Național „I.L. Caragiale”                 |         | Bulvearduldul Nicolae Bălcescu 2 - 4               | De teatru                                          | |
| Muzeul „Theodor Aman”                                      |         | Strada C. A. Rosetti 8                             | De artă și casă memorială                          | Cuprinde o colecție memorială de pictură, grafică și sculptură, instrumente de lucru, mobilă, și alte obiecte care au aparținut pictorului și graficianului Theodor Aman (1831-1891) |
| Muzeul „Theodor Pallady”                                   |         | Strada Spătarului 22                               | De artă                                            | Muzeul deține câteva remarcabile pânze ale marelui pictor român Theodor Pallady, precum și un lot de peste 800 de desene (peisaje, nuduri, portrete, interioare), reprezentative pentru perioada pariziană a lui Pallady. Acestea sunt expuse periodic, în serii tematice |
| Muzeul Universității București                             |         | Bulevardul Mihail Kogălniceanu 36-46               |                                                    | |
| Muzeul Universității "POLITEHNICA" din București           |         | Strada Gheorghe Polizu 1-7                         |                                                    | |
| Muzeul Vârstelor                                           |         | Calea Victoriei 151                                | Antropologic și al artelor decorative              | Tema muzeului e evoluția raporturilor dintre generații în ultimii trei sute de ani, pentru mediul urban românesc, având Bucureștiul drept studiu de caz. Este o proiecție despre cum ar fi arătat o zi din viața noastră, din secolul al XVIII-lea până în prezent. Și mai ales, despre cum a evoluat această zi simbolică în istorie, cu fiecare generație. Colecția muzeului cuprinde haine, diverse exemple de arte decorative, mobilă, obiecte casnice, colecții de porțelanuri, sticlă și metale, lucruri care reflectă evoluția tehnologiei, muzicii de acasă, etc, prin ele fiind prezentată evoluția vieții cotidiene |
| Muzeul Victor Babeș                                        |         | Strada Andrei Mureșanu 14A                         | Casă memorială                                     | Muzeul e găzduit în casa bacteriologului și morfopatologului Victor Babeș, colecția cuprinzând lucruri care au i-au aparținut |
| Muzeul „Zambaccian”                                        |         | Strada Zambacian 21A                               | De artă și casă memorială                          | Colecția cuprinde picturi, sculpturi, grafică și mobilă. Printre ele se numără o colecție de lucrări ale artiștilor români, inclusiv un portret al lui Krikor H. Zambaccian, pictat de Corneliu Baba, precum și lucrări ale mai multor impresioniști francezi |
| Observatorul Astronomic „Amiral Vasile Urseanu”            |         | Bulevardul Lascăr Catargiu 21                      | Observator astronomic                              | E singurul observator public al Bucureștiului. Colecția include mai multe lunete și telescoape astronomice |
| Palatul Parlamentului                                      |         | Strada Izvor 2-4                                   | Clădire administrativă                             | Este cea mai grea clădire din lume, a treia clădire administrativă ca mărime și cea mai costisitoare clădire administrativă din lume. Este sediul Parlamentului României și oferă tur cu ghid . În clădire se află și Muzeul Național de Artă Contemporană și Muzeul Palatului |
| Palatul Primăverii                                         |         | Bulevardul Primăverii 50                           | Casă memorială                                     | Reședința din București a lui Nicolae și a Elenei Ceaușescu |
| Romanian Kitsch Museum                                     |         | Strada Soarelui                                    | De kitsch                                          | Colecția muzeului include bibelouri ceaușiste, pești de sticlă, mileuri, carpete, și diverse alte kitschuri |
| Muzeul de Istorie al Comunităților Evreilor din România    |         | Strada Mămulari 3                                  | Evreiesc                                           | O arhivă importantă a istoriei evreilor români, inclusiv tablouri pictate de evrei români care, sunt amintiți actori ai Teatrul Evreiesc de Stat, și există și un memorial al Holocaustului |